# Air Panama
Air Panama là một hãng hàng không đóng trụ sở ở Thành phố Panama, Panama.

## Tuyến bay
- Panama City (PAC)
- David (DAV)
- Bocas del Toro (BOC)
- Changuinola (CHU)
- Pearl Islands (Isla Contadora (COZ), San José Island (ISJ), San Miguel (SMI))
- Darién (Piña Bay (PIN), La Palma (PML), El Real (REA), Garachine (GAR), Sambú (MBU), Jaque (JQE))
- San Blas Islands (El Porvenir (PVR), Cartí (CAW), Río Sidra (RSI), Corazón de Jesús (CZS), Achutupo (ACH), Mamitupo (MMF), Playón Chico (PYC), Tupile (WNK), Mulatupo (MUL), Ogobsucum (OGO), Tubalá (TUB)).
- Chitré (CHE), Pedasí (JUM)
- San José, Costa Rica (SJO)

## Đội tàu bay
- 1 BAe 146-200(On order-Lease) Lưu trữ ngày 8 tháng 2 năm 2009 tại Wayback Machine
- 1 Bombardier Dash 8 Q300
- 2 Saab 340B
- 4 Fokker F27 - pax(1) + cargo(3)
- 2 De Havilland Canada DHC-6 Twin Otter
- 1 CASA 212-100 Aviocar
- 1 Cessna 208B Caravan
- 2 Britten-Norman BN2 Islander
- 2 Piper PA-34 Seneca
- 1 Cessna 182 Skylane